# مضخة دوارة

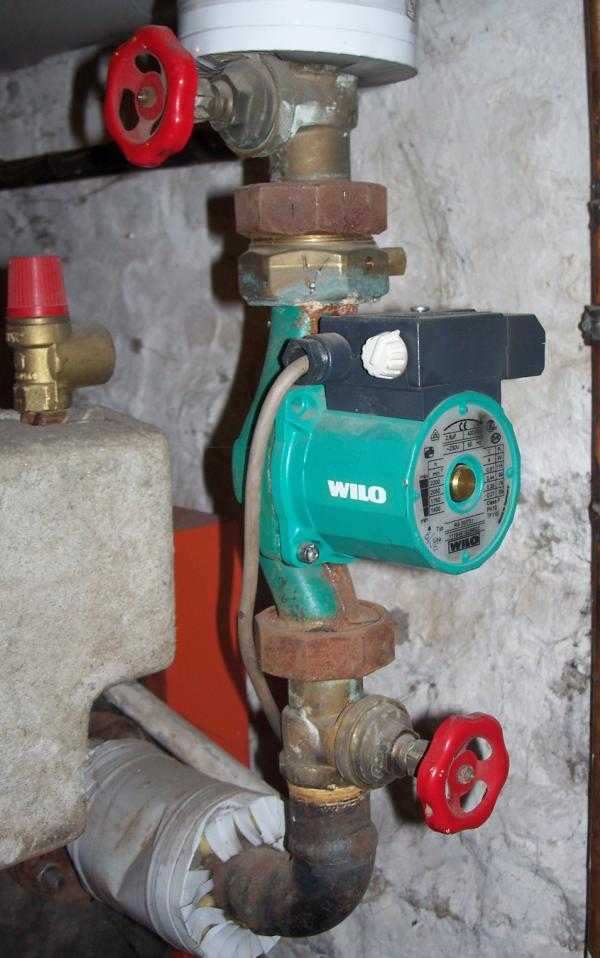

المضخة الدوارة هي نوع معين من المضخات التي تستخدم لضخ الغاز أو السوائل، أو العجائن في مسار مغلق. وتستخدم عادة في ضخ الماء في نظام التدفئة أو في التبريد الهيدروليكي.

ولضخ السائل في المسار المغلق، فإنها تحتاج فقط للتغلب على احتكاك الأنابيب في مقابل رفع السوائل من نقطة منخفضه في طاقة الوضع إلى نقطة مرتفه في طاقة الوضع.
المضخات الدائرية المستخدمة في الأنظمة الهيدروليكيه عادة ما تكون مضخات طرد مركزية، وعندما تستخدم في المنازل، فإنها غالبا ما تكون صغيرة، مختومة، وتكون قدرتها صغيره وتقاس بالحصان ، ولكن في التطبيقات التجارية تتراوح في حجمها وتكون قدرتها كبيره ويكون المحرك الكهربائي مفصول عن جسم المضخة ببعض الأشكال الميكانيكيه.

الوحدات المختومة المستخدمة في التطبيقات المنزلية غالبا ما تحتوي على محرك
دوار، مضخة دافعه، ومحامل دعم جنبا إلى جنب.
والمضخات الدائرية الصغيرة والمتوسطة عادة ما تكون مدعومة بالكامل من حافة
الأنابيب التي تضمها إلى بقية السباكة الهيدروليكية، أما المضخات كبيرة فعادة ما
تكون محمولة على دعائم.

## التطبيق
المضخات التي تستخدم فقط للأنظمة الهيدروليكية المغلقة تصنع من حديد الزهر. ولكن المضخات التي تحتوي على تدفق مستمر من الأوكسيجين، ومياه الشرب يجب أن تكون مصنوعة من مواد أكثر تكلفه مثل البرونز.
الاستخدام مع الماء الساخن المحلي غالبا ما تستخدم المضخات الدائرية لضخ الماء الساخن للصنبور عند الطلب، أو بعد وقت قصير وتستخدم بكثره في المناطق التي تكون فيها قضايا المحافظة على المياه مشكلة ملحه.

## الآثار الجانبية
من المهم ملاحظه زيادة الحرارة في نظام الأنابيب، والذي بدوره يزيد من ضغط النظام.
الأنابيب الحساسة لحالة المياه كالمياه الغازية التي سوف تتأثر سلبا نتيجه التدفق
المستمر. على الرغم من أن المياه يتم حفظها، إلا ان فقدان الحرارة في الأنابيب
سوف يكون أكبر.